# Hoco beccurt
L'hoco beccurt (Mitu tomentosum) és una espècie d'ocell de la família dels cràcids (Cracidae) que habita la selva humida, boscos de ribera i sabanes de l'est de Colòmbia, sud de Veneçuela, nord-est de Guyana i nord-oest del Brasil.